# Alopecosa licenti
Alopecosa licenti es una especie de araña araneomorfa del género Alopecosa, familia Lycosidae. Fue descrita científicamente por Schenkel en 1953.
Habita en Rusia (Siberia del Sur, Lejano Oriente), Mongolia, China y Corea.